# Автошлях E92
Європейський маршрут Е92 — європейський автомобільний маршрут категорії А в Греції, що з'єднує міста Ігумениця та Волос. Довжина маршруту — 350 км.
Маршрут проходить через міста  Яніна, Трікала і  Лариса.
Е92 пов'язаний з маршрутами
- E55
- E90
- E853
- E951

## Див. Також
- Список європейських автомобільних маршрутів